# Warren (Rhode Island)
Warren város az USA Rhode Island államában. Lakosainak száma 11 147 fő (2020. április 1.).

## Népesség
A település népességének változása:

| 2010 | 10 611 |
| 2020 | 11 147 |